# Thusaenys
Thusaenys is een geslacht van kreeftachtigen uit de klasse van de Malacostraca (hogere kreeftachtigen).

## Soorten
- Thusaenys calvarius (Alcock, 1895)
- Thusaenys irami (Laurie, 1906)
- Thusaenys minimus (Rathbun, 1924)
- Thusaenys mutiliouciou W.-J. Chen & Lo, 2014
- Thusaenys orbis (Rathbun, 1916)
- Thusaenys pehlevi (Laurie, 1906)